# Binabinaaine
Binabinaaine, o pinapinaaine, (que significa «convertir-se en dona» en gilbertès) són persones que s'identifiquen amb un rol de tercer gènere a Kiribati i Tuvalu, i anteriorment a les illes Gilbert i Ellice que van reunir els dos arxipèlags. Es tracta de persones el sexe de les quals s'assigna masculí al néixer, però que encarnen comportaments de gènere femení.
El terme prové del gilbertès i ha estat cedit al tuvalià; es pot utilitzar com a substantiu, verb o adverbi.
El terme més poc utilitzat en tuvalià és fakafifine. Hi ha similituds entre els rols socials que comparteix la pinapinaaine amb altres comunitats liminals de gènere del Pacífic, com ara la fa'afafine de Samoa i la fakaleiti de Tonga.
Segons l'antropòleg Gilbert Herdt, les binabinaaine són conegudes per les seves actuacions (principalment ballant i cantant) i la seva capacitat per comentar l'aparença i el comportament dels homes de Gilbert i Tuvalu. Herdt també va escriure que alguns tuvaluans veuen la pinapinaaine com un «préstec» de Kiribati, d'on es creu que s'han originat altres «trets indesitjables de la cultura de Tuvalu, com la bruixeria», però aquestes idees són difoses principalment per les esglésies protestants com l'Església de Tuvalu, la qual es va originar a Samoa on també existeix l'equivalent de la binabinaina. També va descriure com, a Funafuti, les dones joves sovint són amigues de la pinapinaaine més gran.